# Nazar al-Khazraji
Nazar al-Khazraji, född 1939, var en irakisk militär. Han var arméchef under Saddam Hussein, men hoppade av och återvände till Irak efter att Saddam Husseins regim hade störtats, där han dödades av en uppretad folkmassa.